# Partido di Las Flores
Il partido di Las Flores è un dipartimento (partido) dell'Argentina facente parte della provincia di Buenos Aires. Il capoluogo è Las Flores.